# 毒蠅傘
毒蠅傘，俗稱毒蠅鵝膏菌、蝇伞菌（英語：fly agaric, fly amanita），是鵝膏菌屬的一種擔子菌。這種大型蘑菇特徵為白色的菌鰓、白色斑點，外觀通常為紅色。
雖然毒蠅傘具有明顯易於辨識的特徵，但其實這種真菌有多種已知的變種或亞種。這些亞種之間有些許差異，有的菌蓋呈黃色或白色，但大多數仍統稱為毒蠅傘，通常可藉由其顯著的白色斑點辨認出來。然而，最新的DNA真菌研究表明，有些被稱為毒蠅傘的蘑菇實際上是獨立的物種，例如桃色蠅傘。
毒蠅傘原產於北半球的溫帶和寒帶地區，後來被無意間引入南半球的許多國家，主要作為松樹和樺樹種植的共生菌，如今已經成為全球性的物種。它能與多種闊葉樹和針葉樹形成共生關係。
儘管毒蠅傘含有毒性，但因誤食而中毒致死的案例非常罕見。將這種蘑菇用水煮兩次可以降低其毒性，並分解其中的迷幻成分。在歐洲、亞洲及北美的部分地區，人們會食用這種經過處理的蘑菇。所有毒蠅傘變種，尤其是A. muscaria var. muscaria，都因其致幻作用而聞名，其主要迷幻成分為蠅蕈素及其神經毒性前體鵝膏蕈胺酸。此外，西伯利亞原住民也曾使用當地的毒蠅傘作為迷幻藥物及宗教儀式中的致幻劑。
毒蠅傘可說是最具代表性的傘菌之一，在流行文化中廣為人知，例如在電子遊戲中——像是瑪利歐系列中的「超級蘑菇」強化道具，顯然取材自毒蠅傘——以及電視節目中，像是藍色小精靈系列中的蘑菇形房屋。曾有一些孩子因為誤食這種有毒蘑菇而住院，可能是因其在流行文化中的形象讓孩子產生好奇心並接近它。

## 分類學
這種蘑菇的名稱在許多歐洲語言中都被認為與它被用作殺蟲劑有關，當它被撒在牛奶中時，可以用來殺死昆蟲。這個習俗在德語和斯拉夫語區的歐洲部分地區，以及法國孚日山區和羅馬尼亞等地都有記載。大阿爾伯特是最早記錄這一現象的人，他在1256年前的著作De vegetabilibus中提到：「這種蘑菇之所以被稱為『毒蠅傘』，是因為它磨成粉後撒在牛奶中可以殺死蒼蠅。」

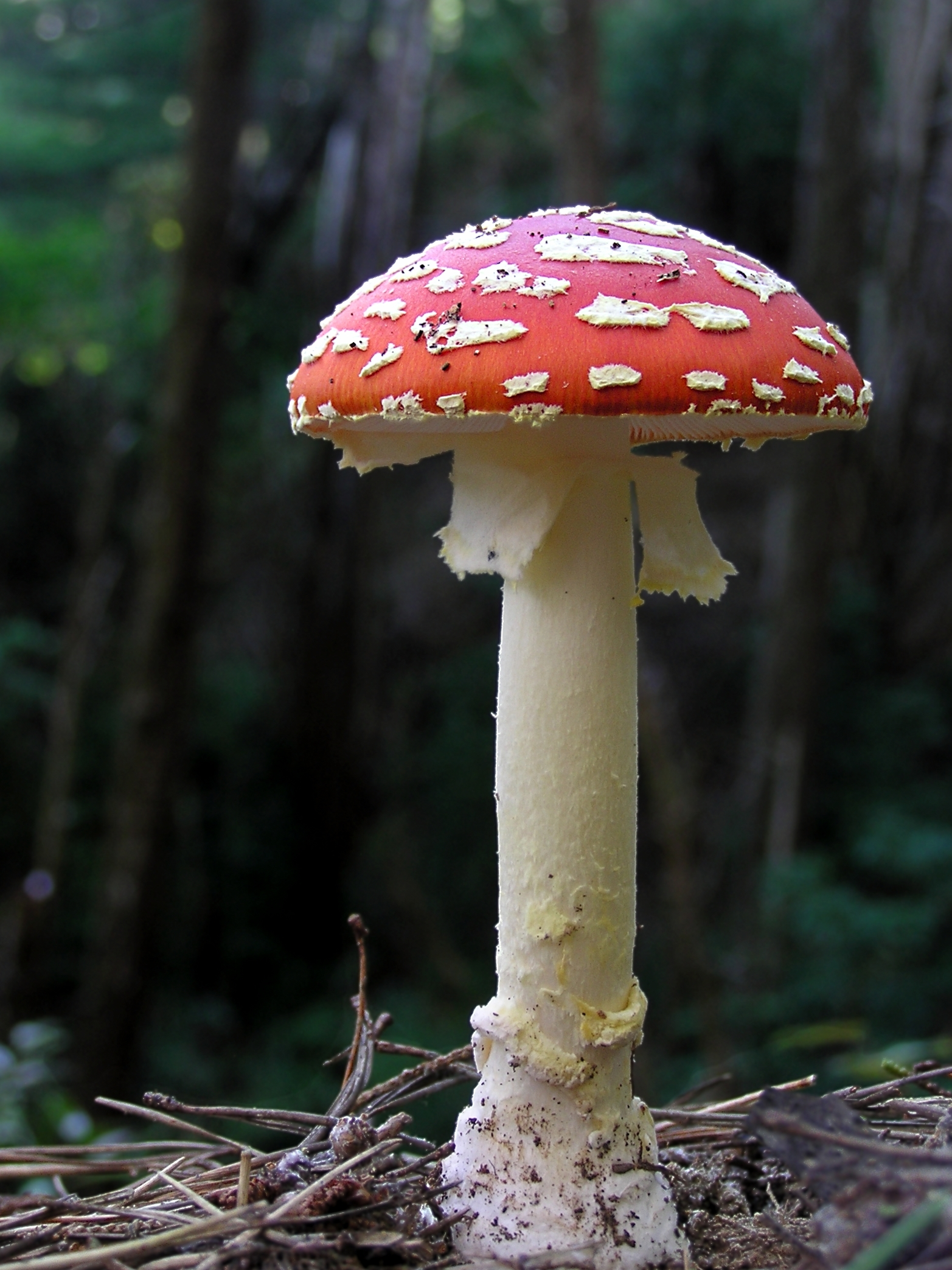
本圖顯示蕈帽下方內蓋膜分離，形成了圍繞蕈柄的環。

18世紀，「分類學之父」卡爾·林奈，在瑞典南部的斯莫蘭，也就是他小時候成長的地方，發表此物種；與此同時，佛蘭德斯植物學家卡罗卢斯·克卢修斯正前往德國法蘭克福，調查在德國將毒蠅傘撒入牛奶的作法。1753年，林奈正式在他的《植物種誌》第2期描述毒蠅傘，並賦予學名，種名起源自拉丁文的，意思是「蒼蠅」。1783年，當讓-巴普蒂斯特·拉馬克將毒蠅傘歸入鵝膏菌屬並被伊利阿斯·马格努斯·弗里斯認可時，獲得了現在的學名。
毒蠅傘正式承認的日期是1821年1月1日，由「真菌學之父」，瑞典博物學家伊利阿斯·马格努斯·弗里斯所研究，在此情形下，毒蠅傘的完整學名變成了  Hook。然而，在國際植物命名法規於1987年的最近一次修訂，改變關於首次發表、主要研究並命名真菌的日期規則，可有效往前推到1753年5月1日，而這天是林奈出版此物種生殖研究文章。因此，林奈和拉馬克變成了命名者，學名也變為 。
英國真菌學家約翰·蘭斯巴騰發表文章，說明毒蠅傘曾在英國和瑞典被用來除蟲，且毒蠅傘的其中一個英文名稱，是古老的非傳統名稱。法國真菌學家皮埃爾·布雅德在他的研究中，試著去複製毒蠅傘的殺蠅性質，但沒有成功，而且還因此提議一個新的生物學名。從真菌裡面分離出來的其中一個化合物是1,3-雙油酸甘油酯（1,3-diolein），事實上是一種昆蟲吸引物質。另外有學著提出另一個名稱起源，表示「fly-」這個字頭不只同樣表示昆蟲，還暗示吃下毒蠅傘之後會導致精神錯亂。這是基於一個中世紀的迷信，相信如果蒼蠅進入一個人的頭，就會導致心理疾病。此迷信常發現於各地區關於此物種的俗名當中；同樣的情形發生在另一個物種橙蓋鵝膏菌，種名有「瘋狂」（mad-）或「愚笨」（fool's）的意思。因此在加泰羅尼亞語，毒蠅傘稱為「瘋狂的鸝」（oriol foll），類似命名的還有圖盧茲的「mujolo folo」，法國南部阿韋龍省部分地區的「concourlo fouolo」，義大利特倫托自治省的「ovolo matto」。瑞士弗里堡州的一個本地方言，對毒蠅傘的稱呼則為「tsapi de diablhou」，意義為「邪惡的帽子」。

### 分類學

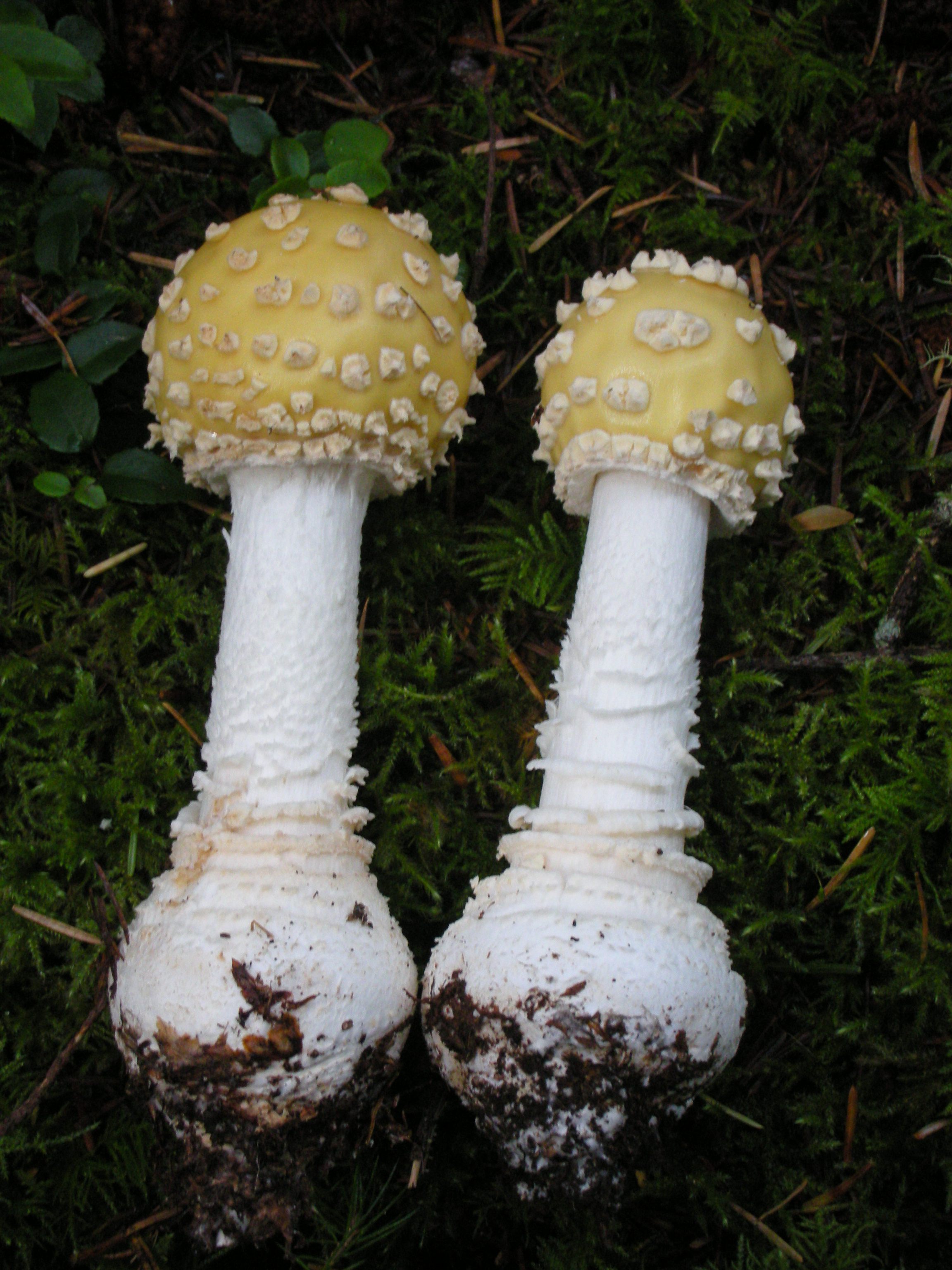
奧勒岡州海岸堤冶的毒蠅傘變種formosa。

毒蠅傘是鵝膏菌屬的模式物種。它也是鵝膏菌屬的亞屬，鵝膏菌亞屬的模式物種，同時也是此亞屬下屬鵝膏菌節的模式物種。鵝膏菌屬下面的鵝膏菌亞屬，包含了所有無澱粉質孢子的鵝膏菌屬物種。鵝膏菌節包含了不均勻外菌膜遺跡的物種，也包含了縮小一系列同心環的菌托，和在蕈傘上成為一系列斑點或瘤的菌膜遺跡。鵝膏菌節由毒蠅傘和有密切關聯的物種所組成，包含了豹斑鵝膏、黃蓋鵝膏、小托柄鵝膏和。現代真菌分類學家，基於大略的形態學和孢子的非澱粉質特性，把毒蠅傘和它們的近親進行分類。兩個最近的分子系統發生學研究很自然地證實了上述的分類。
毒蠅傘在形態學上變化很大，並且很多專家在毒蠅傘的範圍內辨認出一定數目的亞種或變種。在書中，德國真菌學家洛夫·辛格列出3個亞種，雖然沒有詳盡的描述：  、  和  。
同時期的專家則辨認出多達7個變種：
- ：典型的，有紅白相間斑點的變種。一些專家，像是羅德漢·杜羅斯（Rodham Tulloss），只使用在歐亞地區和西阿拉斯加地區的族群[1][23]。
- ：紅色，帶有白色到黃白色的瘤，出現在北美大陸西部，從南阿拉斯加，經過洛磯山脈，橫跨中美洲，最後抵達哥倫比亞的安地斯山脈山區。羅德漢·杜羅斯始用這個名稱稱呼從阿拉斯加以南，原生的新世界族群所有「典型的」毒蠅傘[3][23]。
- ：不常見的真菌，有白色到銀白色的蕈傘，上面有白色的瘤，但是其他方面很像常見的毒蠅傘[23][27]。
- ：有黃色到橘黃色的蕈傘，上面有微黃色或黃褐色的瘤和菌柄。一些專家，如大衛·特雷爾·詹金斯（David Terrell Jenkins），使用這個名稱稱呼所有符合此變種描述的所有毒蠅傘，其他專家，如杜羅斯，只限制使用在歐亞地區的物種[4][23]。

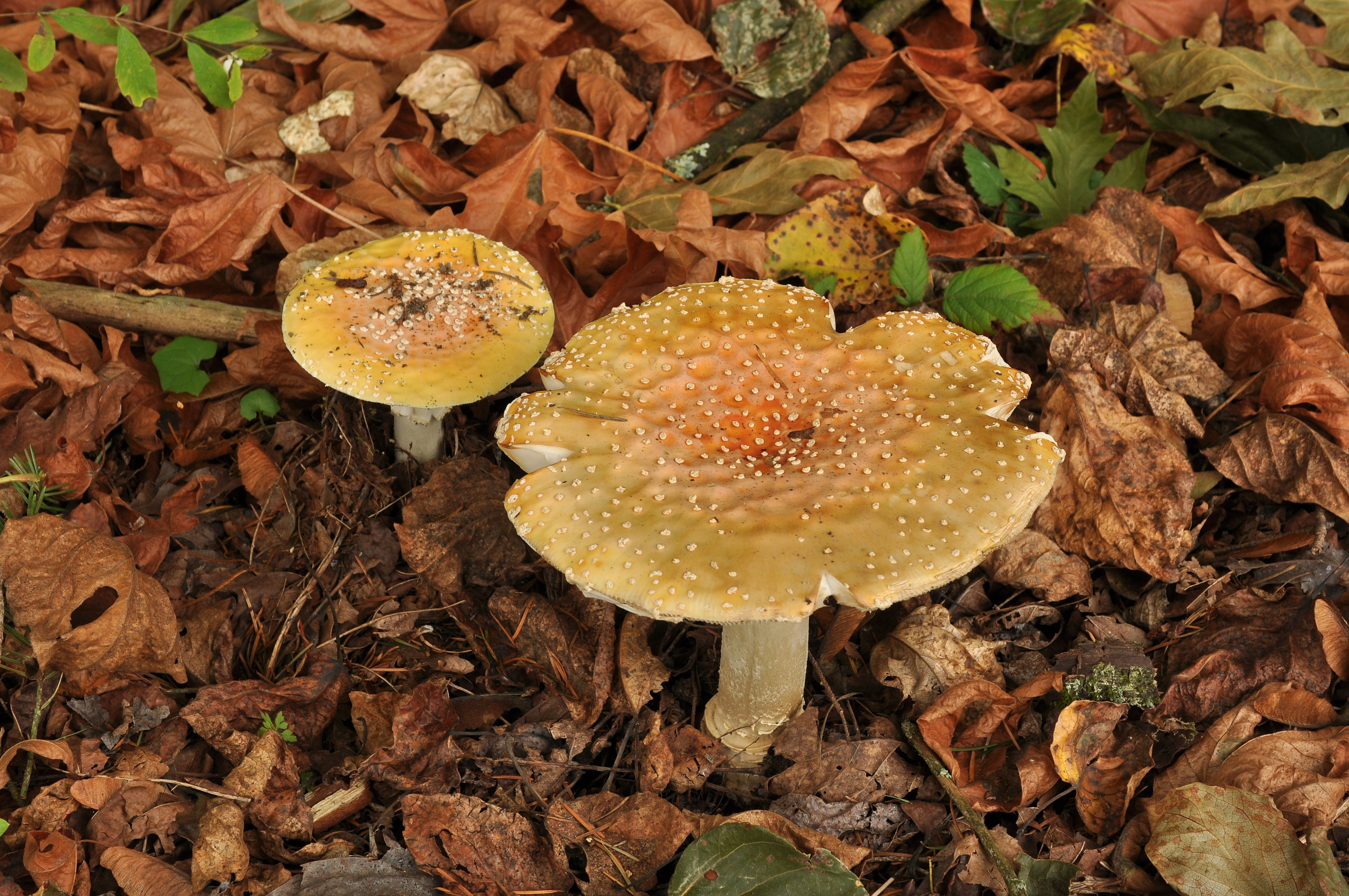
毒蠅傘的一個變種guessowii，菌傘表面呈現黃色到綠色的色澤，其中心呈現深橘色，甚至是暗橘色。

- ：黃色到橘色的蕈傘，在蕈傘中心區域比外圍區域有更多的橘色或微紅色色調。在整個北美洲都有生長，但最常見到的地區是在北美洲東北部，從紐芬蘭、魁北克往下到田納西州。一些專家如詹金斯，認為此變種為的一部分，但其他專家如杜羅斯，認定是不同的變種[4][23]。
- ：略帶桃紅色到橘色，或「甜瓜」色調的蕈傘，在菌柄和管狀菌球部分，帶有貧乏的或缺少外菌膜。在美國東南海岸線區域廣為所知，於1977年首次被描述[23][28]。
- ：生長於斯堪地那維亞和阿拉斯加[29]，肝棕色蕈傘，有黃色的瘤。此變種也是有不同的認知，一些專家（杜羅斯）認為是獨立的物種，其他專家（詹金斯）認為是毒蠅傘的一個變種[23][30]。

2006年，由真菌學家喬瑟夫·澤爾（József Geml）團隊，針對不同地區的毒蠅傘，進行一次分子系統發生學研究，發現這個物種可描繪出3個不同的支序；大致上可分為歐亞區域、歐亞的亞高山區域、和北美洲的族群。所有3個支序的樣本都可以在阿拉斯加找到；這導引出阿拉斯加為毒蠅傘的生物多樣性中心點。這份研究也觀察4個已命名的變種：、（包含）和。所有4個變種在歐亞區和北美洲區支序裡面都發現到，證明這些形態學上的構成只不過是多樣性的表現，而不是不同的亞種或是變種。澤爾團隊更進一步的分子研究在2008年出版，顯示出3個基因群，外加在美國東南部松樹、山胡桃木、松樹組成的森林中，所發現到的第4個物種、和2個以上在加州聖克魯茲島的物種，在遺傳學上很明顯地被描述出每個基因群是分開的物種；因此毒蠅傘現今被認為是一個隱性的物種複合群。這個複合群也包含了至少3個其他有密切關聯的分類，下面有3個有關聯物種：，一個暗黃色蕈傘的蕈類，發現在西北太平洋上的針葉樹林，和分別位於地中海區域和薩丁尼亞島上，棕色蕈傘的和。上述最後2個物種被發現在桉屬和木犀屬的樹木上，而目前並不清楚到底是原生的還是從澳洲引進來的。

## 特徵

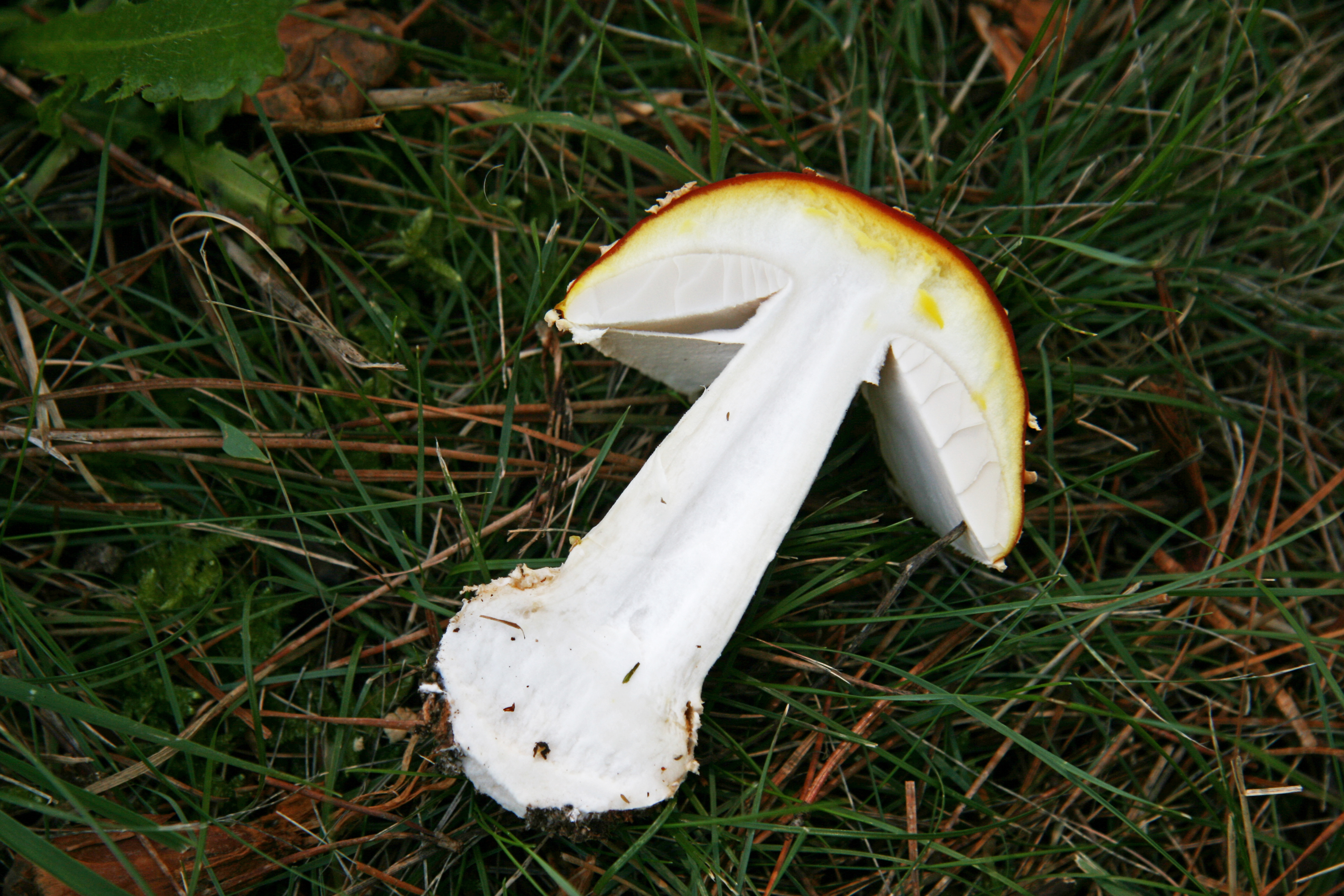
毒蠅傘子實體的縱切面，呈現出其內部的顏色與分離的蕈褶。

毒蠅傘為明顯的大型蕈類，生長的地方常見到為數眾多的族群，在這些群體內通常可以找到各種發育階段的擔子果。毒蠅傘的子實體從土裡冒出來時很像一顆白色的蛋。從地面冒出來之後，蕈傘會被眾多小型白色到黃色的金字塔型瘤狀物質所覆蓋。這些瘤是外蕈幕（在毒蠅傘未成熟前包住整個菇體的一層膜）脫落後的殘留物。如果在這個階段進行解剖，會在膜下面發現到有特色的淡黃色表皮層，很容易識別。當毒蠅傘成長時，紅色蕈傘會破壞外菌膜而露出來，而上面的瘤則變得比較少；這些瘤不會改變大小，但是會和延展表皮層面積有關聯。蕈傘則從球狀變成半球狀，最後變成扁平狀，成熟後變得平坦。完全成長後，明亮的紅色蕈傘通常直徑大約8－20公分（3－8英吋），縱使更大的蕈傘時有所聞。紅色蕈傘在下雨和較老的階段會退色。
離生的蕈褶呈現白色，孢印也是同樣的顏色。卵圓形的孢子測量後有9－13 x 6.5－9微米大，並且沒有澱粉質，這表示說，用梅澤試劑染色後不會變成藍色。蕈柄為白色，5－20公分（2－8英吋）高，1－2公分（0.4－0.8英吋）寬，有典型大型菇類的微脆，纖維狀組織。蕈柄基部膨大球莖狀，上面有2到4個環狀物，這些環狀物是由外蕈幕的殘留物所形成的。在蕈柄基部和蕈褶之間有一個白色的環狀物，這個蕈環是由內蕈幕（在成長階段覆蓋在蕈褶上面）的殘留物所形成的。環狀構造會隨著年齡變寬且不結實。除了有輕微的土質氣味之外，沒有其他的氣味。
縱使在外觀上面非常有特色，毒蠅傘還是會和其他在美洲，黃色到紅色色調的物種產生混淆，像是蜜環菌、和可食用的（和歐洲橙蓋鵝膏菌相似的墨西哥物種）。在美國和加拿大的毒物控制中心，察覺到橙蓋鵝膏菌的另一個常見名稱是「amarill」─和上述墨西哥的物種稱呼相同，正好和西班牙文對「黃色」的稱呼不同。橙蓋鵝膏菌最著名的就是全部是黃紅色的蕈傘，比起毒蠅傘來說，缺少大量的白色瘤狀斑點。此外，在蕈柄、蕈褶和蕈環是亮黃色的，不是白色。最後，橙蓋鵝膏菌的蕈托為一個明顯的白色袋狀組織，而不會裂開成鱗片狀。在澳洲，被引進的毒蠅傘會和原生的，會和桉屬植物共生的朱紅色菇類產生混淆。後者通常缺少毒蠅傘的白色瘤狀組織，並且不具有菌環。

## 分布和棲息地

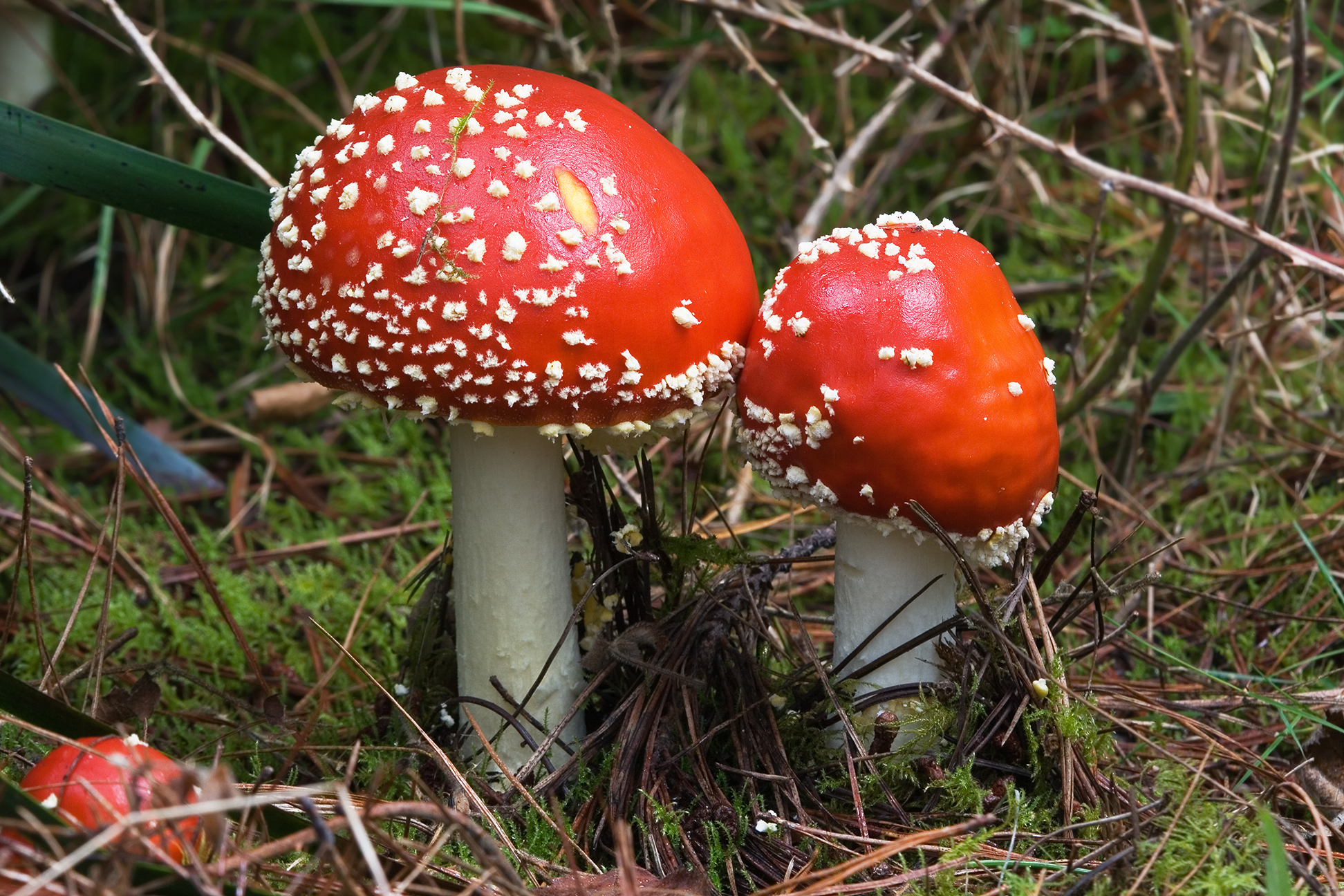
澳大利亞塔斯馬尼亞州費爾德山國家公園附近，歐洲赤松樹下的毒蠅傘。

毒蠅傘是全球性的物種，原生於松樹和落葉性的樹林中，橫跨北半球溫帶和極地氣候的地區，以及溫帶高海拔地區，如興都庫什山、地中海地區和中美洲。一份最近的分子生物學研究報告指出，毒蠅傘的祖先族群於第三紀，在西伯利亞－白令陸橋區域開始生長，並向外擴展到亞洲、歐洲和北美洲。毒蠅傘一般在秋季出菇，但依照各地氣候不同而有所變化：在北美洲出菇季節是從夏季到秋季，太平洋沿岸則是從秋季到初冬。在這些相似的地點通常會發現到另一種蕈類網紋牛肝菌，並常以仙女環的方式出現。經由松樹幼苗的運送，毒蠅菇廣泛散步到南半球，包含澳洲、紐西蘭、南非和南美洲，曾經在巴西南部的巴拉那州發現到該物種。
毒蠅傘以外生菌根的方式，與多種樹木形成共生關係，包含松樹、雲杉、杉木、樺樹和西洋杉。通常毒蠅傘會發現於外地引進的樹木下，在紐西蘭、澳洲塔斯馬尼亞州和維多利亞州被認為是真菌型式的雜草，和南青岡科樹種形成新的關連性。毒蠅傘也侵入澳洲原生雨林，排擠了當地原生物種。此外，最近在澳洲新南威爾斯的麥覺理港附近所發表的報告顯示，毒蠅傘出現有往澳洲北部擴展的情形。雖然毒蠅傘並沒有擴展到澳洲的桉屬植物，不過在葡萄牙，仍然與桉屬植物發生關聯。

## 毒性

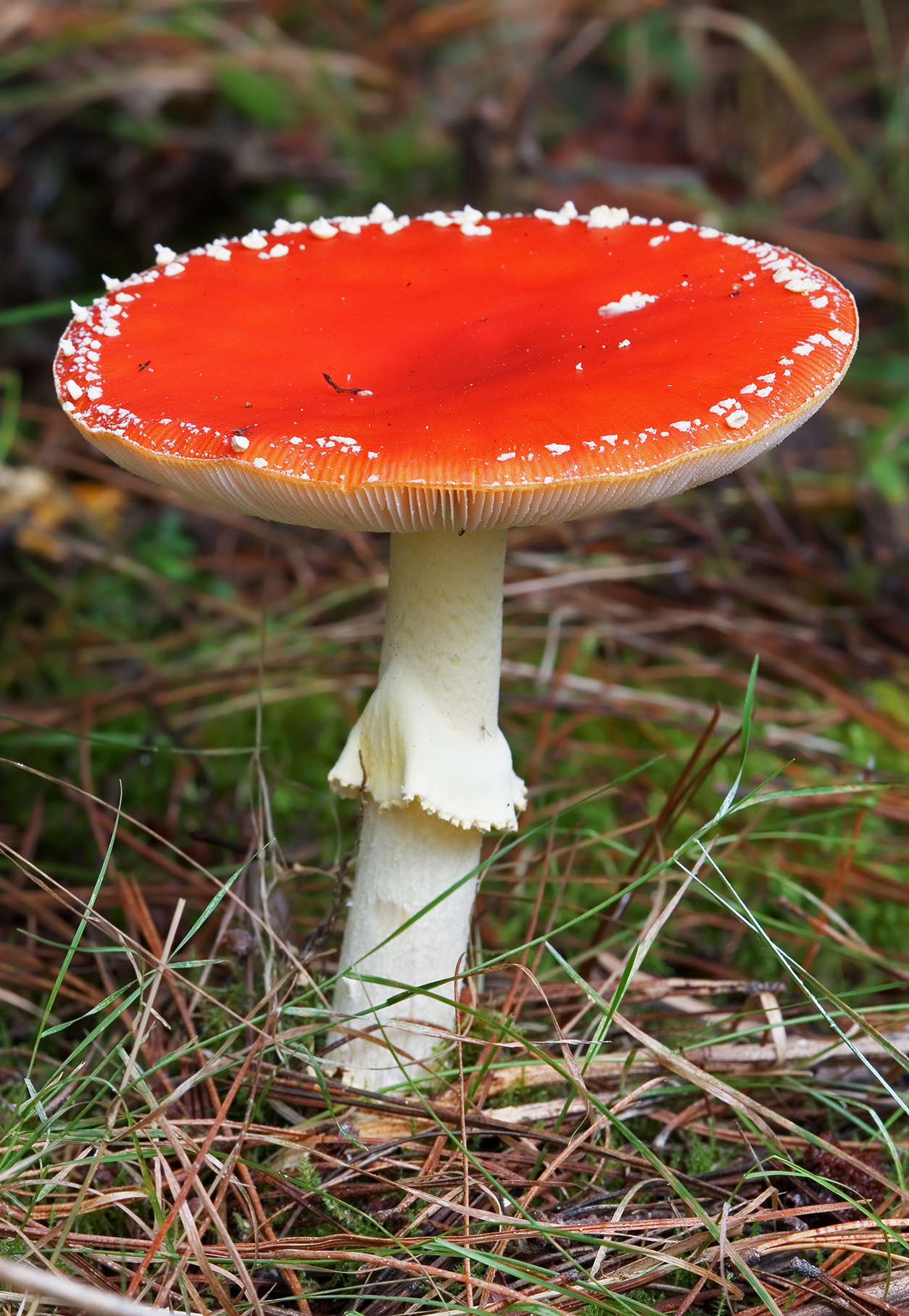
成熟的毒蠅傘。白色斑點在暴雨之後被洗刷掉。

已經有兒童因誤食毒蠅傘而中毒的案例，也有成年人為了體驗幻覺而食用毒蠅傘。偶爾，未成熟的扣子體也會被當成可食用的馬勃而誤食。此外，在一場大雨之後，白色的斑點就會消失，變得和食用菇類橙蓋鵝膏菌相似。
毒蠅傘包含了一些生物的有效成分，至少有兩種，分別為蠅蕈素和鵝膏蕈氨酸，是已知的精神刺激物質。在成人當中，其毒性劑量為6毫克的蠅蕈素和30－60毫克鵝膏蕈氨酸，一朵毒蠅傘通常就含有上面所說的劑量。然而，每朵菇所含有的化學化合物比率會隨著地區或季節而有很大的改變，因此對於每朵菇的劑量情形有所混淆和爭議。報告指出，春季和夏季的毒蠅傘比起秋季的含有高達10倍的蠅蕈素和鵝膏蕈氨酸。
致命劑量經計算後，大約為15朵。而毒蠅傘的致死案例，在歷史上的期刊文章和新聞報導中被報導；然而，現在的醫學治療，使得毒蠅傘致死的結果變得微乎其微。許多早期的書籍將毒蠅傘錯誤地列成是會致死的菇類，導致出現了一想像：毒蠅傘的毒性，比實際上的還要強，但並非如此。北美真菌學會說明，在過去100年來，並沒有可靠的文件說明致死率。大多數的蕈類毒性致死案件（90%或更多），主要是吃下微綠色到微黃色的毒鵝膏或是多種白色系列的鵝膏菌屬蕈類之一，也就是有名的毀滅天使。
毒蠅傘的毒性有效成分屬於水溶性，只要將毒蠅傘加水煮沸，並且把煮過的水丟棄，就可以部份解毒。然而，把毒蠅傘乾燥，會增加毒性，因為乾燥會導致促進鵝膏蕈氨酸轉換成更具毒性的蠅蕈素。根據一些資料來源，一旦解毒之後，毒蠅傘就會變得更可以食用。

### 藥理學

蠅蕈素，毒蠅傘的主要精神刺激劑

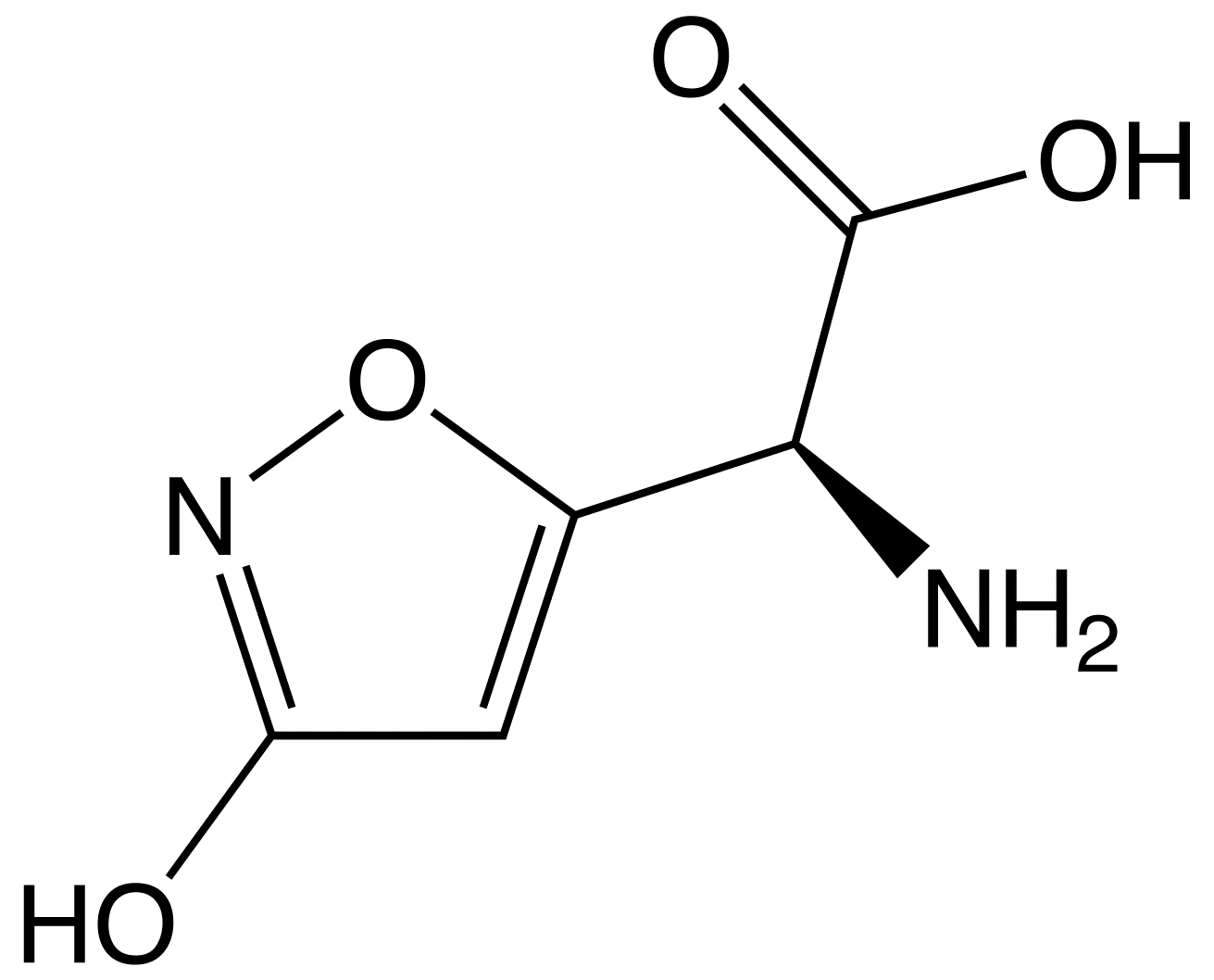
鵝膏蕈氨酸，於毒蠅傘當中發現的蠅蕈素前體藥物

發現於1869年的毒蕈鹼，長期以來被認為是毒蠅傘裡面有迷幻效果的藥劑。毒蕈鹼結合到蕈毒鹼型乙醯膽鹼受體，導致神經的興奮，並支持著這些受器。然而，將毒蠅傘與其他的有毒真菌比較時，毒蠅傘的毒蕈鹼濃度，比變紅絲蓋傘或小型的白色杯傘屬物種，如白霜杯傘和環帶杯傘還低。由於毒蠅傘的毒蕈鹼濃度實在太低，因此毒蕈鹼並不是毒蠅傘中毒的主要原因。
主要存在於毒蠅傘的毒素為蠅蕈素（3-羥基-5-胺甲基-1-異惡唑，一種不飽和環狀異羥肟酸），並且與一種胺基酸鵝膏蕈氨酸相關聯。蠅蕈素是鵝膏蕈氨酸經由脫羧反應（經常是經由乾燥方式）而產生出來的。蠅蕈素與鵝膏蕈氨酸於20世紀中葉發現。英格蘭、日本與瑞士的研究發現，毒蠅傘的毒性效果主要來自於蠅蕈素與鵝膏蕈氨酸，而不是毒蕈鹼。這些毒素並非平均分布在整株蕈株當中。大多數毒素在子實體的蕈蓋上檢測到，蕈柄基部次之，少部分則是在蕈柄（Lampe, 1978; Tsunoda et al., 1993）。在攝入鵝膏蕈氨酸後20－90分鐘，很快地可以在消費者的尿液當中檢測出來。在攝入純鵝膏蕈氨酸消費者的尿液當中，幾乎沒有發現到蠅蕈素的存在，但是蠅蕈素可以從攝入毒蠅傘後的尿液當中發現到，而且同時含有蠅蕈素與鵝膏蕈氨酸。
蠅蕈素與鵝膏蕈氨酸在結構上彼此相關，並與中樞神經系統的兩個主要神經傳導物質：谷氨酸與γ-氨基丁酸具高度關聯性。蠅蕈素與鵝膏蕈氨酸作用與這兩個神經傳導物質相似，蠅蕈素是潛在的γ-氨基丁酸A型受體促效劑，而鵝膏蕈氨酸是NMDA麩胺酸受體與部分代謝型麩胺酸受體的促效劑，這些受體控制著神經的活動。正是這些相互作用，會產生精神性的中毒反應。蠅蕈素是精神藥物的主要中介反應物質。
蛤蟆蕈氨酸是近年來從歐洲毒蠅傘物種當中分離出來的化合物。該化合物是從鵝膏蕈氨酸經由紫外線破壞之後產生出來的產物。蛤蟆蕈氨酸的藥理活性比起其他同類型化合物來說較為輕微。毒蠅傘和相關物種較為人所知的，是對於釩元素有著有效的生物累積；有一些物種所累積濃縮的釩元素，是其他植物的400倍。其最重要的生物累積機制與過程，目前尚未知曉。

### 症狀
毒蠅傘為人所知的，是對於吃進去後的影響有不可預測性。中毒症狀的輕重，取決於攝食者的體重、毒蠅傘的棲息地和攝取量的多寡而定，症狀可以是有變化的，從噁心、痙攣，到倦睡、膽鹼激素危機類症狀（低血壓、流汗與唾液過多分泌）、視覺和聽覺的扭曲、情緒改變、欣快、弛緩、失調和眩暈都有。
部分案例顯示，比較嚴重的毒蠅傘中毒會導致譫妄，有時會類似於抗膽鹼劑中毒的症狀（像是曼陀羅花的中毒症狀），在中樞神經系統被抑制後，會顯現出顯著的精神躁動，伴隨混亂、幻覺與易怒。更嚴重的症狀可能會出現癲癇與昏迷。這些症狀會在誤用後30至90分鐘後發作，並在之後3小時內達到高峰，但特定症狀會維持好幾天。大多數情形下，症狀將會在12至24小時候恢復。症狀發作的情形在不同人之間有非常大的差異，誤用相同劑量的毒蠅傘，可能會導致不一樣的發作情形。有些人在誤用之後，導致高達10小時的頭痛。在恢復之後，有可能會發生逆向失憶與嗜睡的情況。

### 治療
如果碰上疑似的中毒症狀，應可找到其藥物治療方式。早期治療的藥劑組成以胃消毒藥劑為主。如果從吸收到被治療的時間小於4小時，活性碳是適合的藥劑。如果病人在攝取後1小時以內就出現症狀，可採用灌胃治療。在任何中毒狀況下，已不再推薦併用吐根糖漿引導嘔吐。
在沒有解毒劑之下，支持性療法變成主要針對中毒的長遠治療法。即使蠅蕈素有時會被認定為致譫妄藥，而且同樣與蕈毒鹼首次於毒蠅傘分離，名稱相似，但蠅蕈素無論作為激動劑或拮抗劑，都沒有辦法在蕈毒鹼型乙醯膽鹼受體產生作用，因此並不推薦阿托品或毒扁豆鹼當成解毒劑。如果病人出現譫妄或激動不安，通常會以安心保證的步驟進行治療，如果需要則會使用身體約束的方式治療。苯二氮平類藥物，像是地西泮或蘿拉西泮，可以用來控制好鬥、躁動、肌肉過度活動症與癲癇，但是必須以小劑量方式使用，因為這些藥物可能會惡化蠅蕈素的肺換氣不足症狀。反覆嘔吐是罕見的中毒症狀，但如果發生，可能會導致體液與電解質失去平衡，必須進行靜脈注射體液補充或更換電解液。嚴重的案例會發展成癲癇與昏迷，也許需要插管與人工呼吸急救。血液透析可以移除毒素，即使通常認為此治療方式並不是必要的。在現代醫療技術發展下，支持性療法的預後比較良好。

## 精神刺激用途
和一般的迷幻蘑菇不同，毒蠅傘甚少作為娛樂性藥物的用途。其中毒的影響有不同的變化，像是鎮靜、安眠、解離與譫妄，也有可能會發生逆向反應。視物顯大症與視物顯小症等視覺現象也有可能發生，這種現象可能是路易斯·卡羅著作《愛麗絲夢遊仙境》中吃下蘑菇後影響的靈感。此外，毒蠅傘無法進行商業培養，因為其菌根必須共生於松樹根部。然而，在英國於2006年宣佈開始取締迷幻蘑菇販售之後，仍然可以合法販售的毒蠅傘數量開始上升。
著名立陶宛歷史學家馬里加·吉布塔斯向羅伯特·高登·華生報告了立陶宛的蕈類使用情況。在立陶宛的偏遠地區，毒蠅傘會與伏特加一起烹調，變成婚宴的菜餚。吉布塔斯還指出立陶宛人出口了毒蠅傘到遠北的薩米人地區，作為薩滿教儀式用。華生唯一所收到的東歐毒蠅傘宗教食用用途，就是用於立陶宛的慶典活動中。

### 西伯利亞
毒蠅傘廣泛在許多西伯利亞當地人當中，拿來當作一個致幻性藥品。這種用途廣受了解的，是在幾乎所有西伯利亞西部的烏拉爾語系民族和俄屬遠東地區的古西伯利亞語言民族。然而，只有在少數西伯利亞中部的通古斯民族和突厥民族當中，有毒蠅傘用途的獨立報告，並且相信毒蠅傘的精神刺激用途，在這些居民當中並不是一個主要的手法。在西伯利亞西部，毒蠅傘的用途只有薩滿教徒才可使用，並且這些教徒使用這種替代方法達到一個迷幻恍惚的境界（按照常規，西伯利亞薩滿教徒是經由長時間的擊鼓和舞蹈來達到）。在西伯利亞東部，毒蠅傘可以在薩滿教徒和外行的信徒所使用，並且在使用上，養生用途比宗教用途還多。西伯利亞東部的薩滿會食用毒蠅傘，其他信徒則會飲用薩滿的尿液。該尿液仍然含有毒蠅傘的致幻成分，會比毒蠅傘本身更有效，也較少出現負面作用，如流汗與抽搐，表示初始食用毒蠅傘的食用者，成為一個過濾者，將毒蠅傘的其他成分進行過濾。
西伯利亞東部的科里亞克族，有著關於毒蠅傘（wapaq）的故事，描述毒蠅傘能夠使大烏鴉抓起一隻鯨魚回家。在故事當中，該族的神明Vahiyinin（字面意義為「存在」）將口水吐到土壤中，祂的唾沫變成了毒蠅傘，祂的唾液變成了毒蠅傘上面的疣。經歷了毒蠅傘的力量後，烏鴉非常興奮，因此告訴毒蠅傘要永遠長在土地上，讓他的兒女與人民可以向毒蠅傘學習。在該民族中，有報告說明窮人會購買富人吃過毒蠅傘後的尿液，因為富人比較有能力購買毒蠅傘。

### 精神刺激用途上的其他描述
在西伯利亞以外，在毒蠅傘被拿來作迷幻用途的，只有獨立和未經證實的描述。芬蘭歷史學家托弗·以馬內利·伊特科寧敘述到薩米族曾經有使用毒蠅傘，伊納里的魔術師在7個地方都描述到了毒蠅傘。1979年，塞德·高蘭·莫克塔爾（Said Gholam Mochtar）和哈特穆·吉爾肯出版一篇文章，裡面宣稱發現阿富汗帕拉奇語民族有將毒蠅傘作為養生用途的傳統。有未證實的報導指稱在靠近北極的印第安部落，使用毒蠅傘為宗教用途。歐及布威族人類植物學家吉威蒂諾圭·佩修報導在她的民族之間毒蠅傘的用途，而在歐及布威族的語言為「miskwedo」。這些資訊被華生大力接受，縱使其他來源的證據仍然很缺乏。有一份來自歐裔美國人的報導，他們宣稱最早使用毒蠅傘的是傳統的特里邱地區。

### 蘇摩酒
1968年，羅伯特·高登·華生提出毒蠅傘是在印度宗教經典《梨俱吠陀》中所談到的蘇摩酒，在當時接受度普及大眾，並且廣泛受到大眾支持。他注意到蘇摩酒的描述省略了植物的根、莖和種子，暗示著原始材料可能是一種菇類並且使用了形容詞「hári」，也就是「眼花撩亂的」、「燃燒的」或相關的字眼，這些字眼作者解釋為，此原料外表是紅色的。有一行描述，有人在蘇摩酒上小便；這可以聯想到在西伯利亞回收尿液的習俗。蘇摩酒被提及到是「從山脈裡」來的，而華生描述成是從北方侵略的亞利安人所帶來的。然而，印度學著桑鐸許·古馬·達許（Santosh Kumar Dash）和薩奇南達·帕海（Sachinanda Padhy）從《摩奴法典》當中注意到，吃菇類和喝尿液是侵犯人權的。在1971年，劍橋大學吠陀梵語學者約翰·布羅（John Brough）駁斥華生的理論；他注意到這段文字是非常曖昧不明的，以至於無法明確決定蘇摩酒的描述是什麼。

### 維京人
1784年，瑞典籍教授塞繆爾·奧德曼（Samuel Ödmann)，首次提出想法，認為維京人使用毒蠅傘產生他們狂戰士的憤怒。
奧德曼是基於西伯利亞薩滿使用毒蠅傘的報告，而產生出這個理論。這個思維於19世紀起廣泛流傳，但並沒有當代的文獻來源可以佐證，也無法在任何一個狂戰士描述過這樣的情形。蠅蕈素一般為輕度鬆弛劑，然而在同一組人當中使用蠅蕈素，可產生出一系列不同的反應。蠅蕈素有可能會讓一個人憤怒，也有可能會讓一個人「非常快樂或悲傷、跳動、跳舞、唱歌或做出讓人驚嚇的動作。」

### 基督教

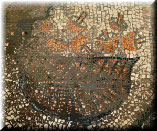
紅磨菇的馬賽克，於義大利北部阿奎萊亞的基督教巴西利卡發現，創作日期在330年以前。

語言學家、考古學家與死海古卷學者約翰·馬可·阿列佐，於1970年發表的書籍《The Sacred Mushroom and the Cross》中，假定早期基督教的神學，是從圍繞毒蠅傘這種宗教致幻劑的生殖崇拜衍生出來的，但他的理論只有在民族真菌學領域以外的學者獲得小小的支持。許多學者與神學家全面懷疑這本書的內容，包含了牛津大學閃族語言學榮譽教授戈弗雷·羅爾斯·柴爾，與牛津大學基督教堂學院院長亨利·查德威克。
基督教作家約翰·C·金恩（John C. King）於1970年著作，針對阿列佐的理論加以進一步辯駁；他指出，毒蠅傘與其棲木並沒有在中東發現到，即使香柏與松樹在此發現，並強調聖經與蘇美人姓名間關連性是由阿列佐杜撰，且其關連性非常薄弱。金恩總結，如果這個理論正確，毒蠅傘的用途就會是「世界上最需保護的秘密」，並且會完好保密2,000多年。
在（以前稱做）這本書中，克拉克·海因里希提出毒蠅傘曾經在亞當與夏娃、摩西、以利亞與以利沙、以賽亞、以西結、約拿、耶穌與其使徒、以及拔摩島的約翰這些人物當中所用。在這本書當中指出，毒蠅傘廣泛於神話當中出現，例如珀耳修斯、普羅米修斯、赫拉克勒斯、伊阿宋與阿爾戈英雄、耶穌與聖杯。

## 烹調用途
毒蠅傘的毒性物質是水溶性的。當切細或切碎成方塊狀，並且使用大量水煮沸時，毒性似乎就會解除。縱使使用毒蠅傘為食用用途沒有廣泛應用，但是已解毒的毒蠅傘仍然在歐洲部份地區（尤其是在移民到西伯利亞的俄羅斯人）經常使用，至少在19世紀起，或可能更早就開始了。德國內科醫師和博物學家喬治·亨利屈·馮·朗斯道夫在1823年，於早期的已出版報導中，寫下如何將毒蠅傘解毒。19世紀晚期，法國內科醫師菲利斯·阿奇曼德·波卻曾寫道，他提倡可以和木薯屬植物（一種在熱帶南美洲重要的食物來源，但仍然必須在食用前先解毒）同等方式來食用毒蠅傘。
在北美洲，也存在使用毒蠅傘作為食物來源。食用毒蠅傘的一個經典描述，為美國植物學家弗雷德里克·弗農·科維爾所提及，描述在19世紀後期，於華盛頓特區的非裔美洲商人會銷售毒蠅傘作為食用用途。在這個案例中，會將毒蠅傘滾水川燙，浸泡在醋裡面，變成蘑菇牛排醬汁使用。毒蠅傘也被日本部分地區當作食物來食用，其中最知名的地區為長野縣。在當地，食用的方式為用鹽進行醃製。
食物歷史學家威廉·盧貝爾（Willian Rubel）與真菌學家大衛·阿羅拉，於2008年發表的期刊文章，說明了毒蠅傘的食用史與描述去毒性方法。他們主張在野外指南當中，毒蠅傘應被當作可食用蕈類，並說明如何解除其毒性。他們認為，野外指南中毒蠅傘有毒的描述，是一種文化偏見，因為在數種有名的可食用蕈類中，例如羊肚菌，也是有毒蕈類，也必須經由煮沸才能食用。

## 文化描述

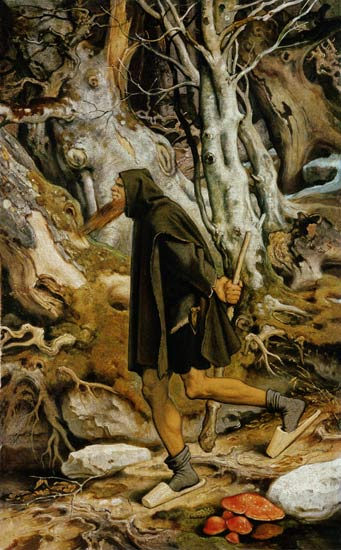
莫里兹·冯·施温德在1851年的繪畫《Ruebezahl》當中的毒蠅傘

有紅白相間斑點的傘菌在大眾文化的很多場景是普遍的概念，尤其是在兒童的書籍、電影、花園裝飾、賀卡和最近的電腦遊戲。花園裝飾和描繪地精、仙女的兒童圖畫書，像是《藍精靈》，經常會出現將毒蠅傘用在座位或是房子。毒蠅傘自從文藝復興開始，就被使用在繪畫當中，雖然畫家使用時，是用微妙的方法。在維多利亞時代，畫家在繪畫毒蠅傘時變成寫實化，並且在仙女主題畫作上成為主要題材。兩種最著名使用毒蠅傘的例子，是《超級瑪利歐》電玩系列，和1940年迪士尼動畫《幻想曲》裡跳舞的菇類。

### 文學

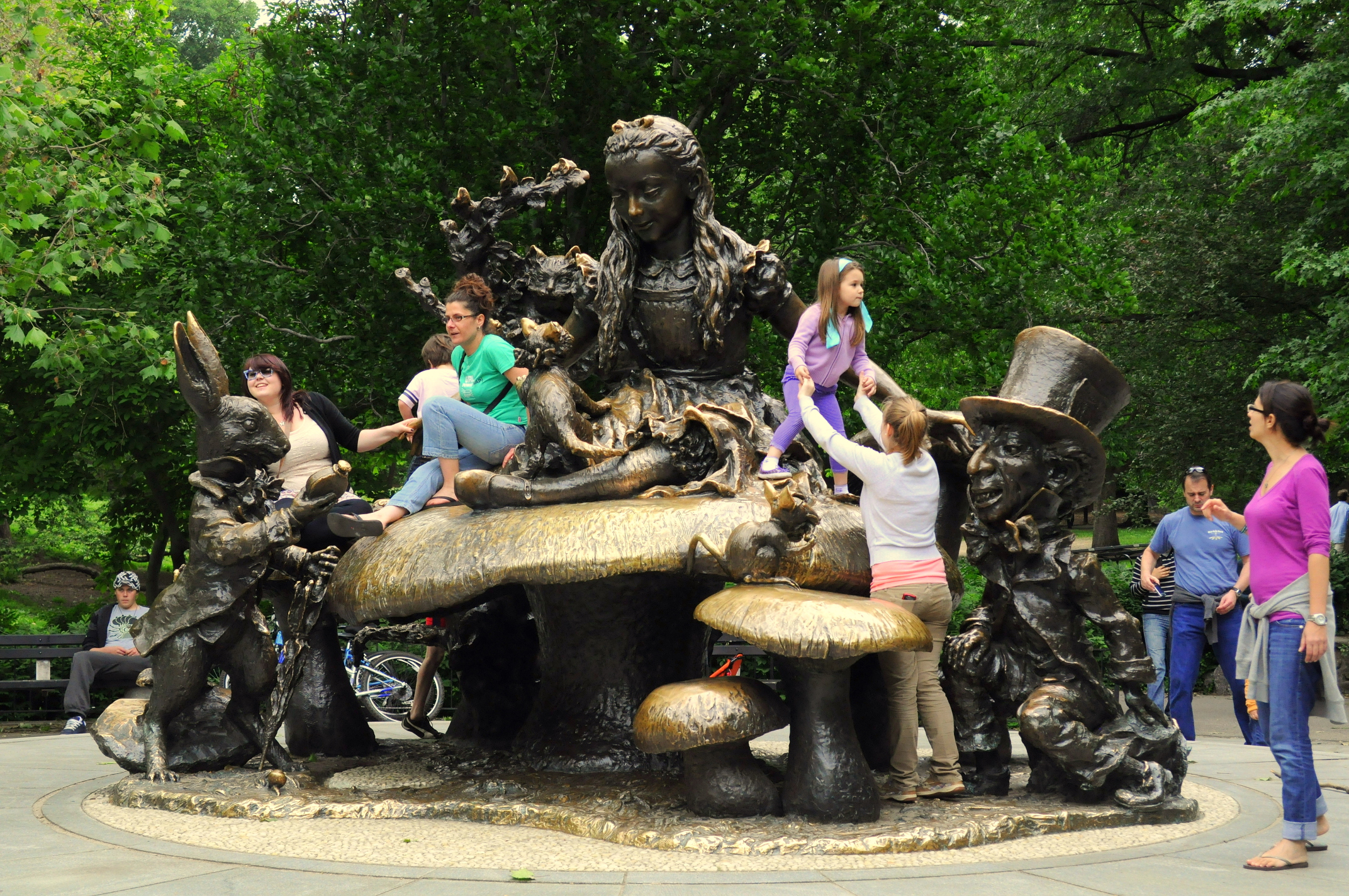
孩童正在賞玩於紐約中央公園東邊的何塞·德·克里夫特雕塑《愛麗絲夢遊仙境》（Alice in Wonderland）。愛麗絲坐在一個蘑菇上頭，邀請孩童攀爬並加入她。該蘑菇的雕塑沒有依照毒蠅傘的型態忠實呈現；該雕塑依賴路易斯·卡羅的原始文學作品為來源，並且引發討論。

菲利普·約翰·馮·史托蘭伯，於1736年以英文出版的一系列西伯利亞的小說中，將毒蠅傘稱之為mukhomor。飲用吃下蘑菇後排泄出來的尿液，這段描述則是出自於盎格魯裔愛爾蘭作家奧立佛·高德史密斯於1762年所著的小說，《Citizen of the World》。當時，這個蘑菇被認定為毒蠅傘。其他作者，包含博物學家莫迪凱·丘比特·庫克的著作《The Seven Sisters of Sleep》與《A Plain and Easy Account of British Fungi》中，都記載著當吃下毒蠅傘中毒時，所感知的任何物品大小都會被扭曲。這種觀察被認為是從1865年的著名故事《愛麗絲夢遊仙境》中，吃下蘑菇後的影響作為基礎。從拉普蘭而來的致幻性「朱紅毒菇」，成為查尔斯·金斯莱於1866年的小說《警覺的赫勒華德》中的劇情元素，而該本小說又是基於中世紀的同名畫作而來。托马斯·品钦於1973年的小說《萬有引力之虹》，描述了毒蠅傘是一種「與毀滅天使毒菇相關」的菇，並且描述了一位角色利用採收下來的毒蠅傘，做成餅乾的過程。艾倫·加納於2003年的小說《Thursbitch》，出現有關於毒蠅傘與薩滿教的關係。

### 聖誕節裝飾品和聖誕老人
毒蠅傘出現在全球的聖誕卡或新年賀卡上，代表著好運。民族植物學家強納森·歐特提出，聖誕老人的構想和傳統上在壁爐上面掛長筒襪的中心基礎可能和毒蠅傘自身有關。由於毒蠅傘一般有紅色和白色的輪廓，他主張聖誕老人的服裝和毒蠅傘有關。他也表示毒蠅傘也和飛翔的馴鹿有類似關聯：馴鹿被描述是吃了毒蠅傘，之後在迷幻的情緒當中騰躍飛翔。美國民族藥理學家史考特·哈金雪特-多伯斯金（Scott Hajicek-Dobberstein），研究宗教迷信和紅色菇類的關係，記錄到，「如果聖誕老人只有1隻眼睛（像是奧丁），或者如果神奇的尿液是他傳說中的一部份，他和毒蠅傘的關係會更容易去相信。」

### 當代文化
毒蠅傘的形象一般會用於現代「香菇」多媒體的基本設計。其中較為突出的設計，為電視遊戲系列《超級馬力歐》當中的香菇，與迪士尼動畫電影《幻想曲》當中的跳舞香菇。

### 引用
1. 1 2 3  Tulloss, R. E. . Studies in the Genus Amanita Pers. (Agaricales, Fungi) - Tulloss RE, Yang Z-L.. 2008  [2009-02-14]. （原始内容存档于2012-08-19）.
2. 1 2  . amanitaceae.org.
3. 1 2  Tulloss RE; Yang Z-L. . Studies in the Genus Amanita Pers. (Agaricales, Fungi). 2008  [2009-02-14]. （原始内容存档于2012-08-19）.
4. 1 2 3 4  Tulloss RE; Yang Z-L. . Studies in the Genus Amanita Pers. (Agaricales, Fungi). 2006  [2009-02-14]. （原始内容存档于2012-07-17）.
5. ↑  . National General Status Working Group. 2020.
6. 1 2 3  Nyberg, H. . Karstenia. 1992, 32 (71–80).
7. ↑  Carboué, Quentin; Lopez, Michel. . Encyclopedia. 2021, 1 (3): 905. doi:10.3390/encyclopedia1030069 .
8. ↑  Li, Chen; Oberlies, Nicholas H.  (PDF). Life Sciences. 2005, 78 (5): 532–538  [2024-10-07]. PMID 16203016. doi:10.1016/j.lfs.2005.09.003. （原始内容存档 (PDF)于2020-08-06）.
9. ↑  Biderman, Chris. . Health & Medicine. Sacramento Bee (Sacramento, California, U.S.). 2023-10-14  [2024-02-23].
10. ↑  Wasson, Soma, p. 198.
11. ↑  Magnus A. . . 1256.
12. 1 2  Ramsbottom, p. 44. "vocatur fungus muscarum, eo quod in lacte pulverizatus interficit muscas."
13. ↑  （拉丁文） Linnaeus C. . Holmiae. (Laurentii Salvii). 1745.
14. ↑  Clusius C. . . 1601.
15. ↑  （拉丁文） Linnaeus C. . . Holmiae (Laurentii Salvii). 1753: 1172.
16. ↑  Simpson DP.  5. London: Cassell Ltd. 1979: 883. ISBN 0-304-52257-0.
17. ↑  Esser K; Lemke PA. . Springer. 1994: 181. ISBN 3540664939.
18. ↑  Wasson, Soma:Divine Mushroom of Immortality, p 200.
19. 1 2  Benjamin, Mushrooms: poisons and panaceas, pp 306–07.
20. 1 2 3 4
21. ↑  Wasson, Soma:Divine Mushroom of Immortality, p 194.
22. 1 2  Singer R.  4th. Koenigstein, West Germany: Koeltz Scientific Books. 1986. ISBN 3874292541.
23. 1 2 3 4 5 6 7 8  Jenkins DT. . Mad River Press. 1986. ISBN 0-916422-55-0.
24. ↑  Tulloss RE; Yang Z-L. . Studies in the Genus Amanita Pers. (Agaricales, Fungi). 2009  [2009-02-14]. （原始内容存档于2012-08-19）.
25. ↑  Moncalvo JM; Drehmel D; Vilgalys R.  (PDF). Molecular Phylogenetics and Evolution. July 2000, 16 (1): 48–63  [2009-02-16]. PMID 10877939. doi:10.1006/mpev.2000.0782. （原始内容 (PDF)存档于2009-03-06）.
26. ↑  Drehmel D; Moncalvo JM; Vilgalys R. . Mycologia. 1999, 91 (4): 610–18  [2009-02-16]. doi:10.2307/3761246. （原始内容存档于2008-12-28）.
27. ↑  Phillips R. . Boston: Little, Brown & Co. 1991. ISBN 0-316-70612-4. (hardcover) ISBN 0-316-70613-2 (paperback)
28. ↑  Tulloss RE; Yang Z-L. . Studies in the Genus Amanita Pers. (Agaricales, Fungi). 2008  [2009-02-14]. （原始内容存档于2012-07-28）.
29. ↑  Miller OK. . Laursen GA; Ammirati JF  (编). . Seattle: University of Washington Press. 1982: 123–49. ISBN 0295958561.
30. ↑  Tulloss RE; Yang Z–L. . Studies in the Genus Amanita Pers. (Agaricales, Fungi). 2007  [2009-02-14]. （原始内容存档于2012-07-07）.
31. 1 2 3 4  Geml J; Laursen GA; O'Neill K; Nusbaum HC; Taylor DL.  (PDF). Molecular Ecology. January 2006, 15 (1): 225–39. PMID 16367842. doi:10.1111/j.1365-294X.2005.02799.x. （原始内容 (PDF)存档于2009-03-26）.
32. ↑  Geml J; Tulloss RE; Laursen GA, et al..  (PDF). Molecular Phylogenetics and Evolution. 2008, 48 (2): 694–701  [2009-20-28]. doi:10.1016/j.ympev.2008.04.029. （原始内容 (PDF)存档于2009-03-26）.
33. ↑  Tulloss, R. E. . Studies in the Genus Amanita Pers. (Agaricales, Fungi) - Tulloss RE, Yang Z-L.. 2007  [2009-03-09]. （原始内容存档于2012-07-07）.
34. ↑  Tulloss, R. E. . Studies in the Genus Amanita Pers. (Agaricales, Fungi) - Tulloss RE, Yang Z-L.. 2007  [2009-03-09]. （原始内容存档于2012-07-07）.
35. ↑  Tulloss, R. E. . Studies in the Genus Amanita Pers. (Agaricales, Fungi) - Tulloss RE, Yang Z-L.. 2007  [2009-03-09]. （原始内容存档于2012-07-07）.
36. ↑  Zeitlmayr L. . Hertfordshire, UK: Garden City Press. 1976. ISBN 0-584-10324-7.
37. 1 2 3  Arora, D.  2nd. Berkeley: Ten Speed Press. 1986: 282–83. ISBN 0-89815-169-4.
38. ↑  Jordan P; Wheeler S. . Hermes House. 2001. ISBN 0831730803.
39. ↑  Phillips R. . Pan MacMillan. 2006: 140. ISBN 0-330-44237-6.
40. ↑  Haas H. . Burke. 1969: 94. ISBN 0222794143.
41. ↑  Krieger LCC. . Dover. 1967. ISBN 0486218619.
42. ↑  Grey P. . Melbourne: Royal Botanic Gardens. 2005: 21. ISBN 0-646-44674-6.
43. ↑  Benjamin, Mushrooms: poisons and panaceas, p 305.
44. ↑  Reid DA. . Australian Journal of Botany. 1980,. Supplementary Series 8: 1–96.
45. ↑  Segedin BP; Pennycook SR. . New Zealand Journal of Botany. 2001, 39 (2): 285–348  [2009-04-02]. （原始内容存档于2020-03-06）.
46. ↑  Reid DA; Eicker A. . Mycological Research. 1991, 95: 80–95. doi:10.1016/S0953-7562(09)81364-6.
47. 1 2  Fuhrer BA. . Melbourne: Bloomings Books. 2005: 24. ISBN 1-876473-51-7.
48. ↑  Hall IR; Stephenson SE; Buchanan PK; Yn W; Cole AL. . New Zealand Institute for Crop & Food Research Limited. 2003: 130–1. ISBN 0-4781-0835-4.
49. ↑  May T. . Fungimap Newsletter (Melbourne). 2006, 29: 1  [2009-04-02]. （原始内容存档于2019-11-30）.
50. ↑  Keane PJ; Kile GA.; Podger FD. . Canberra: CSIRO Publishing. 2000: 85. ISBN 0643065237.
51. 1 2 3 4 5  Benjamin DR. . Journal of Toxicology: Clinical Toxicology. 1992, 30 (1): 13–22. PMID 1347320. doi:10.3109/15563659208994442.
52. 1 2 3 4  Hoegberg LC; Larsen L; Sonne L; Bang J; Skanning PG;. . Clinical Toxicology. 2008, 46 (5): 407–8. doi:10.1080/15563650802071703.
53. ↑  Benjamin, Mushrooms: poisons and panaceas, p 303–04.
54. 1 2  Brvar, M.; Mozina, M.; Bunc, M. . Wien. Klin. Wochenschr. May 2006, 118 (9–10): 294–7. PMID 16810488. doi:10.1007/s00508-006-0581-6.
55. ↑  Theobald W; Büch O; Kunz HA; Krupp P; Stenger EG; Heimann H. . Arzneimittelforschung. March 1968, 18 (3): 311–5. PMID 5696006 （德语）.
56. 1 2 3 4 5  Chilton WS. . MacIlvanea. 1975, 2: 17.
57. 1 2 3 4 5 6  Satora, L.; Pach, D.; Butryn, B.; Hydzik, P.; Balicka-Slusarczyk, B.;. . Toxicon. June 2005, 45 (7): 941–3. PMID 15904689. doi:10.1016/j.toxicon.2005.01.005.
58. ↑  Benjamin, Mushrooms: poisons and panaceas, p 309.
59. ↑  Cagliari GE. . Medical Record. 1897, 52: 298.
60. 1 2  Buck, R. W. . JAMA. August 1963, 185: 663–4. PMID 14016551.
61. ↑  . New York Times. 1897-12-19  [2009-02-02]. （原始内容存档于2017-03-20）.
62. 1 2  Tupalska-Wilczyńska, K.;; Ignatowicz, R.; Poziemski, A.; Wójcik, H.; Wilczyński, G.;.  [Poisoning with spotted and red mushrooms—pathogenesis, symptoms, treatment]. Wiad. Lek. 1996, 49 (1–6): 66–71. PMID 9173659 （波兰语）.
63. ↑  Arora, Mushrooms demystified, p 894.
64. ↑  . North American Mycological Association (NAMA) website. NAMA.   [2009-03-22]. （原始内容存档于2009-04-04）.
65. ↑  Benjamin, Mushrooms: poisons and panaceas, p 200.
66. 1 2 3 4  Piqueras, J. . IPCS INTOX Databank. 10 January 1990  [2008-12-08]. （原始内容存档于2009-06-18）.
67. ↑  Benjamin, Mushrooms: poisons and panaceas, p 310.
68. 1 2 3 4  Rubel, W.; Arora, D. . Economic Botany. 2008, 62 (3): 223–43.
69. ↑  Schmiedeberg O.; Koppe R. . Leipzig: F.C.W. Vogel. 1869. OCLC 6699630 （德语）.
70. ↑  Eugster, C. H. . Naturwissenschaften. July 1968, 55 (7): 305–13. PMID 4878064. doi:10.1007/BF00600445 （德语）.
71. ↑  Benjamin, Mushrooms: poisons and panaceas, p 306.
72. 1 2  Bowden, K.; Drysdale, A. C.; Mogey, G. A. . Nature. June 1965, 206 (991): 1359–60. PMID 5891274. doi:10.1038/2061359a0.
73. 1 2  Eugster, C. H.; Müller, G. F.; Good, R. . Tetrahedron Lett. June 1965, 6 (23): 1813–5. PMID 5891631. doi:10.1016/S0040-4039(00)90133-3 （德语）.
74. ↑  Bowden, K.; Drysdale, A. C. . Tetrahedron Lett. March 1965, 6 (12): 727–8. PMID 14291871. doi:10.1016/S0040-4039(01)83973-3.
75. ↑  Takemoto, T.; Nakajima, T.; Yokobe, T. . Yakugaku Zasshi. December 1964, 84: 1232–33. PMID 14266560 （日语）.
76. ↑  Jørgensen, C. G.; Bräuner-Osborne, H.; Nielsen, B. et al.. . Bioorganic & Medicinal Chemistry. May 2007, 15 (10): 3524–38. PMID 17376693. doi:10.1016/j.bmc.2007.02.047.
77. ↑  Fritz, H.; Gagneux, A. R.; Zbinden, R.; Eugster, C. H. . Tetrahedron Letters. 1965, 6 (25): 2075–76. doi:10.1016/S0040-4039(00)90156-4.
78. ↑  Garner, C. D.; Armstrong, E. M.; Berry, R. E. et al.. . Journal of Inorganic Biochemistry. May 2000, 80 (1–2): 17–20  [2014-01-14]. PMID 10885458. doi:10.1016/S0162-0134(00)00034-9. （原始内容存档于2021-04-11）.
79. ↑  Hubregtse, T.; Neeleman, E.; Maschmeyer, T.; Sheldon, R. A.; Hanefeld, U.; Arends, I. W. . Journal of Inorganic Biochemistry. May 2005, 99 (5): 1264–7. PMID 15833352. doi:10.1016/j.jinorgbio.2005.02.004.
80. 1 2  Ott, J. . Berkeley, CA: Wingbow Press. 1976. ISBN 0914728156.
81. ↑  Vale, J. A.; Kulig, K.; American Academy of Clinical Toxicology; European Association of Poisons Centres and Clinical Toxicologists. . Journal of Toxicology - Clinical Toxicology. 2004, 42 (7): 933–43. PMID 15641639. doi:10.1081/CLT-200045006.
82. ↑  . Journal of Toxicology - Clinical Toxicology. 2004, 42 (2): 133–43. PMID 15214617.
83. ↑  Dart, R. C. . Philadelphia, PA: Lippincott Williams & Wilkins. 2004: 1719–35. ISBN 0-7817-2845-2.
84. ↑  Brent, J.; Wallace, K. L.; Burkhart, K. K.; Phillips, S. D.; Donovan, J. W. . Philadelphia, PA: Elsevier Mosby. 2005: 1263–75. ISBN 0-8151-4387-7.
85. ↑  Benjamin, Mushrooms: poisons and panaceas, p 313.
86. ↑  Bosman, C. K.; Berman, L.; Isaacson, M.; Wolfowitz, B.; Parkes, J. . South African Medical Journal. October 1965, 39 (39): 983–86. PMID 5892794.
87. ↑  Michael W. Beug. .   [2014-10-11]. （原始内容存档于2017-08-08）.
88. ↑  European Monitoring Centre for Drugs and Drug Addiction, p 17.
89. ↑  Wasson, R. Gordon. The Wondrous Mushroom: Mycolatry in Mesoamerica, pp43–44
90. ↑  Wasson, Soma: Divine Mushroom of Immortality, p 161.
91. ↑  Diaz, J. . Upper Saddle River, N.J.: Prentice Hall. 1996. ISBN 0-02-328764-0.
92. ↑  Ramsbottom, p 45.
93. ↑  Wasson, Soma: Divine Mushroom of Immortality, pp 234–35.
94. ↑  Wasson, Soma: Divine Mushroom of Immortality, p 279.
95. ↑  Mochtar, S. G.; Geerken, H.; Werner. P. G. (trans). . Afghanistan Journal: 62–65. 1979  [2009-02-23]. （原始内容存档于2009-02-17） （德语）. |volume=被忽略 (帮助)
96. ↑  Peschel, Keewaydinoquay. . Cambridge, MA: Botanical Museum of Harvard University. 1978. ISBN 1879528185.
97. ↑  （法文） Navet, E. . Journal de la Société des Américanistes. 1988, 74: 163–80. doi:10.3406/jsa.1988.1334.
98. ↑  Letcher, p 149.
99. ↑  Larsen, S. . New York, NY: Station Hill Press. 1976. ISBN 0892816724.
100. ↑  Wasson, Soma:Divine Mushroom of Immortality, p 10.
101. ↑  Letcher, p 145.
102. ↑  Wasson, Soma:Divine Mushroom of Immortality, p 18.
103. ↑  Wasson, Soma:Divine Mushroom of Immortality, p 36–37.
104. ↑  Wasson, Soma:Divine Mushroom of Immortality, p 22–24.
105. ↑  Letcher, p 146.
106. ↑  Brough, J. . Bulletin of the School of Oriental and African Studies (BSOAS). 1971, 34: 331–62.
107. ↑  （瑞典文） Ödmann S. (1784) Försök at utur Naturens Historia förklara de nordiska gamla Kämpars Berserka-gang (An attempt to Explain the Berserk-raging of Ancient Nordic Warriors through Natural History). Kongliga Vetenskaps Academiens nya Handlingar 5: 240–247 (In: Wasson, 1968)
108. 1 2  Hoffer, A.; Osmond, H. . Academic Press. 1967: 443–54. ISBN 0-12-351850-4.
109. ↑  
Allegro, J. . London: Hodder & Stoughton. 1970. ISBN 0-340-12875-5.
110. ↑  Letcher, p 160.
111. ↑  King, J. C. . London: Hodder & Stoughton. 1970. ISBN 0-340-12597-7.
112. ↑  Letcher, p 161.
113. ↑  Heinrich, C. . Park Street Press. 2002: 64–134. ISBN 0-89281-997-9.
114. ↑  Ruck, Carl; Staples, B. D.（英语：Blaise Daniel Staples）; Clark, H. . Carolina Academic Press. 2001. ISBN 0-89089-924-X.
115. ↑  Coville, F. V. 1898. Observations on Recent Cases of Mushroom Poisoning in the District of Columbia. United States Department of Agriculture, Division of Botany. U.S. Government Printing office, Washington, D.C.
116. ↑  Phipps, A. G.; Bennett, B.C.; Downum, K. R. . Florida International University, Miami, Florida. 2000.
117. ↑  . Mykoweb.   [2009-02-26]. （原始内容存档于2009-02-02）.
118. ↑  Benjamin, Mushrooms: poisons and panaceas, p 295.
119. ↑  . Mykoweb.   [2009-02-16]. （原始内容存档于2009-02-01）.
120. ↑  . Mushroom, the Journal of Wild Mushrooming.   [2009-02-16]. （原始内容存档于2009-01-15）.
121. ↑  Li, C.; Oberlies, N. H. . Life Sciences. December 2005, 78 (5): 532–38. PMID 16203016. doi:10.1016/j.lfs.2005.09.003.
122. ↑  Ramsbottom, p 43.
123. 1 2  Letcher, p 126.
124. ↑  Sacred Weeds: Fly Agaric, BBC documentary presented by 安德魯·謝拉特博士（英语：Andrew Sherratt）, The Reader in European Pre-History at the University of Oxford (prior to his resignation, formerly Professor of Archaeology, University of Oxford). Documentary released 1998-08-10. Relevant material about 06:30–07:00 minutes. Transcription: I then moved on to the appearance of the fly agaric mushroom in our own culture. This is the famous example from Lewis Carrol's Alice in Wonderland, the caterpillar sitting on the mushroom. Alice bites a little piece of this to get larger / smaller. So there is some evidence that Lewis Carrol himself was aware of some of the properties of eating these mushrooms, and the way in which it altered perception. And so the image of the fly agaric became very common in Victorian literature, especially associated with faeries and little people sitting on mushrooms and toadstools.
125. ↑  Letcher, p 122.
126. ↑  Letcher, p 123.
127. ↑  Letcher, p 125.
128. ↑  Letcher, p 127.
129. ↑  Pynchon, T. . New York: Penguin Books. 1995: 92–93,. ISBN 978-0-09-953321-4.
130. ↑  Letcher, p 129.
131. ↑  Wasson, Soma:Divine Mushroom of Immortality, p 204.
132. ↑  Wasson, Soma:Divine Mushroom of Immortality, p 238.
133. ↑  Hajicek-Dobberstein, S. . Journal of Ethnopharmacology. October 1995, 48 (2): 99–118  [2009-04-02]. PMID 8583800. doi:10.1016/0378-8741(95)01292-L. （原始内容存档于2021-04-11）.
134. ↑  Marley, Greg. . Chelsea Green Publishing. 2010: 156  [2014-04-20]. ISBN 978-1-60358-280-3. （原始内容存档于2014-06-28）.

### 書籍
- Arora, David.  2nd. Berkeley: Ten Speed Press. 1986. ISBN 0-89815-169-4.
- Benjamin, Denis R. . New York: WH Freeman and Company. 1995. ISBN 0-7167-2600-9.
- European Monitoring Centre for Drugs and Drug Addiction.  (PDF). EMCDDA Thematic Papers. Lisbon, Portugal: European Monitoring Centre for Drugs and Drug Addiction. 2006  [2009-02-13]. ISBN 92-9168-249-7. （原始内容 (PDF)存档于2009-03-06）.
- Letcher, Andy. . London: Faber and Faber. 2006. ISBN 0-571-22770-8.
- Ramsbottom, J. . Collins. 1953. ISBN 1870630092.
- Wasson, R. Gordon. . Harcourt Brace Jovanovick. 1968. ISBN 0-15-683800-1.

## 外部連結
- "Sacred Weeds - Amanita muscaria" （页面存档备份，存于） documentary on Google Video
- Christmas and Greeting Cards with fly agarics